# Néophobie
La néophobie (du grec neo = nouveau et phobein = craindre, éviter) est la peur de tout ce qui est nouveau ou inconnu. Son antonyme est néophilie.
Ce terme apparaît principalement dans les études concernant  :
- le comportement des animaux devant faire face à des objets ou des événements nouveaux, perçus comme menaçants ou dangereux. Le sujet néophobe peut alors se dérober, donner des signes de stress ou d'agressivité ;
- les habitudes alimentaires des enfants et personnes en surpoids lorsque ces derniers refusent des nourritures nouvelles ou une diversification de leur alimentation.

La néophobie permet à l'animal d'éviter les dangers auxquels s'expose plus facilement l'individu néophile (protection notamment contre les aliments toxiques et les poisons pour la néophobie alimentaire), mais elle peut également induire des comportements néfastes à la survie en réduisant les capacités exploratoires et en pénalisant le sujet en cas de pénurie d'aliments familiers. La néophobie animale est une manifestation étudiée par les spécialistes de l'éthologie cognitive, au même titre, par exemple, que l’exploration, la capacité d'innovation, l’utilisation d’outils ou l'apprentissage.

## Caractéristiques

### Étude de la néophobie chez les rats
Des études ont été menées sur des rats de laboratoire immatures en distinguant les individus néophobes des individus néophiles. Ces travaux ont montré que le groupe de rats mâles néophobes avait une espérance de vie moyenne de 599 jours, alors qu'elle était de 701 jours pour les individus néophiles.
Alors qu'au bout de 840 jours tous les rats néophobes étaient morts, certains individus néophiles survécurent plus de 1 026 jours. Cette différence peut-être due à un taux plus élevé de cortisol plasmatique.

### Comportement alimentaire et surpoids
Le terme de néophobie est également utilisé pour désigner l'évitement de nourritures nouvelles. Les chercheurs ont élaboré une échelle de néophobie alimentaire (food neophobia scale) pour mesurer les variations de comportements des individus face à la nourriture Chez les enfants, la néophobie se manifeste par une diminution de la consommation de fruits, de légumes et d'aliments riches en albumine par rapport aux individus du même âge. La compréhension de ces mécanismes est importante dans le contexte d'une obésité croissante de la population adolescente et infantile dans les pays industrialisés.

## Facteurs
Les chercheurs s'interrogent sur la part de l'héritage génétique et celle de l'environnement dans l'apparition de comportements néophobiques.  
Quelques exemples :
- facteurs génétiques ;
- facteurs environnementaux.